# Подвійний провідник
Подвійний провідник — простий вузол, сам не розв'язується, використовується коли з вузла повинно виходити дві петлі. Застосовується в альпінізмі, переважно, для зав'язування репшнуром схоплюючого вузла.

## Порядок зав'язування

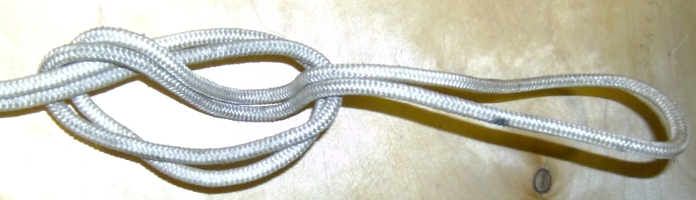
1. Зі складеної вдвічі мотузки зав'язуємо  провідник.
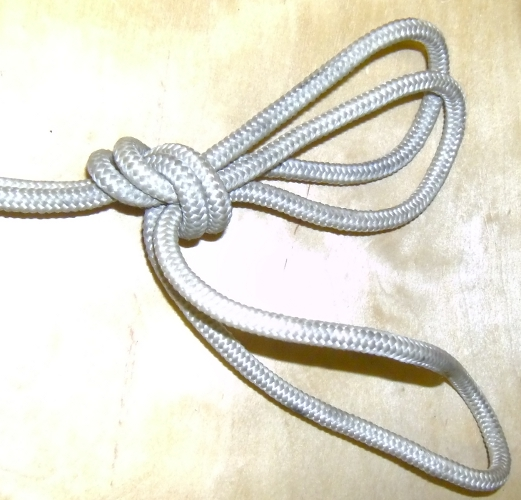
2. Залишається петля.
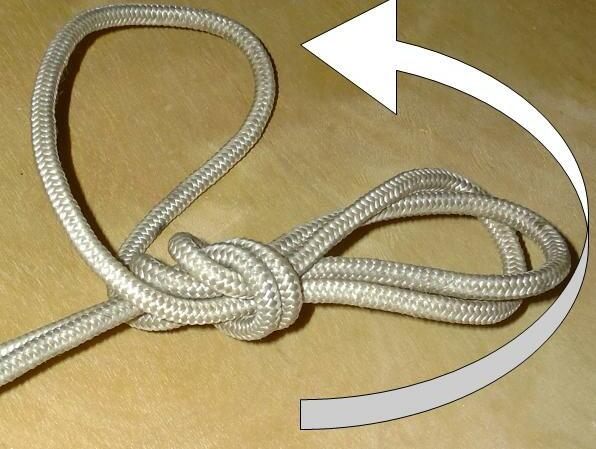
3. Петлю перекидаємо через "вуха".
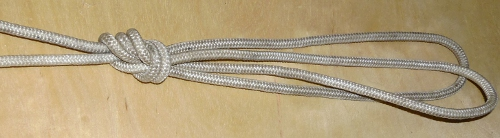
4. Розправляємо і затягуємо вузол.

## Переваги
- Не вимагає контрольних вузлів, надійний.
- Простий для зав'язування.
- При першому навантаженні перерозподіляє натяг між «вухами».
- Гарний, коли зав'язаний на мотузці.

## Недоліки
- Допускається використання тільки на закільцьованій мотузці.
- Погано розв'язується після навантаження.
- Велика витрата мотузки.

## Ресурси Інтернету
- # _Toc3027075 Опис вузла

## Виноски
1. ↑  Описание узла Бергвахт. Архів оригіналу за 13 грудня 2012. Процитовано 6 жовтня 2012.